# Andavías
Andavías – gmina w Hiszpanii, w prowincji Zamora, w Kastylii i León, o powierzchni 23,14 km². W 2011 roku gmina liczyła 478 mieszkańców.